# 福田舞 (バレーボール)
福田 舞（ふくだ まい、1984年1月30日 - ）は、日本の元女子バレーボール選手。

## 来歴
栃木県鹿沼市出身。母親の影響で小学4年からバレーボールをはじめる。
嘉悦大学入学後、ユニバーシアード大会に3度出場し活躍した。2003年に全日本候補に初選出されモントルーバレーマスターズ、エリツィン杯に出場した。2006年デンソーエアリービーズに入団。2007/08Ｖプレミアリーグで準優勝、第57回黒鷲旗全日本男女選抜大会で優勝を果たす。2008-09Vプレミアリーグはスタメンとして出場する機会が少なかったが、終盤に得意のブロード攻撃を生かしたプレーで活躍した。
2009年、デンソーエアリービーズから岡山シーガルズに移籍した。2009/10Vプレミアリーグからレフト、ライトなどで持ち前のパンチ力あるスパイクで活躍した。
2010年、2度目の全日本へ選抜され同年のアジアカップに出場した。
2011/12Vプレミアリーグではエースとして安定した活躍を見せ、4年ぶり2度目の四強入りに貢献した。
2013/14Vプレミアリーグ終了後に引退。
引退後は鹿沼市職員として勤務。2019年（令和元年）5月7日に日光二荒山神社が恋人の聖地サテライトに認定されたことを記念するイベントが開かれ、恋人の聖地の選考委員である桂由美のデザインしたドレスを身に付けて神橋を渡る役を務めた。
2022年、地元栃木県で行われる第77回国民体育大会に出場する栃木県成年女子チームの監督を務めた。

## 球歴
- ユニバーシアード代表 - 2003、2005、2007年
- 全日本代表 － 2003年、2010年

## 所属チーム
- 市立みどりが丘小（みどりが丘スポーツ少年団）
- 市立東中
- 國學院大學栃木高校
- 嘉悦大学
- デンソーエアリービーズ（2006-2009年）
- 岡山シーガルズ（2009-2014年）